# السويب
السويب أو سويب مقاطعة وحي سكنية في منطقة الرضوانية، في ناحية المأمون في قضاء الكرخ جنوب غرب بغداد، أسس الحي في عام 1970،[بحاجة لمصدر]، وهو ضمن مقاطعة السويب رقم 17، وفيه المحلّة رقم 871 في المنطقة القديمة، نقل موقع 964+ في 27 تموز سنة 2024 عن سكان السويب أن عددهم 12 ألفاً، تحيط بالمنطقة عدة أحياء سكنية منها (حي الشرطة الرابعة) و(حي شهداء البياع).

## المدارس
تحتوي المنطقة على عدة مدارس منها:
- متوسطة الاعراف.
- مدرسة الفرسان الإبتدائية.
- مدرسة البسملة للبنات.

## آثار
- إيشان البغدادي: في سنة 2014 قررت وزارة الثقافة العراقية اعتبار ايشان البغدادي من المواقع الأثرية، وموقعه في القطعة رقم 6/50 بمقاطعة السويب رقم 17، بناحية المأمون بقضاء الكرخ.[6]